# Cryptopone
Cryptopone ist eine Ameisengattung aus der Unterfamilie der Urameisen (Ponerinae).

## Merkmale
Bei Cryptopone ist das Stielchenglied (Petiolus) hoch aufragend und oben abgeflacht, so dass die Gaster und das Petiolarstigma etwa gleich hoch sind. Die dreieckigen Mandibeln sind an der Innenseite mit kleinen Zähnchen besetzt und zeigen an der Außenseite in der Nähe des Kopfansatzes eine kleine Delle. Sie sind mit 6 oder 7 gut ausgeprägten, gleich großen Zähnen bewehrt. Die Facettenaugen sind klein und bestehen aus höchstens 10 Ommatidien. Die Tibien des hinteren Beinpaares tragen jeweils einen kammartigen Sporn, manchmal auch einen zusätzlichen kleineren Dorn. Die Tibien des mittleren Beinpaares sind modifiziert, und an der Außenseite dicht mit Haaren und Borsten bewachsen oder aber mit zwei Spornen besetzt.

### Ähnliche Gattungen
Die Vertreter von Cryptopone weisen eine große Ähnlichkeit mit Ameisen aus den Gattungen Ponera, Hypoponera und Pachycondyla auf. Die Behaarung oder die Sporne des mittleren Beinpaares sowie die Delle in den Mandibeln und die Anzahl der Zähne sind eindeutige Unterscheidungsmerkmale.

## Verbreitung
Weltweit sind 25 Arten bekannt. Vertreter findet man in der gesamten Holarktis, sowie in den subtropischen Steppengebieten von Afrika und Australien. In Europa gibt es nur eine einzige Art, Cryptopone ochracea. Sie kommt in der südlichen Schweiz vor.

## Lebensweise
Gewöhnlich sind Kolonien sehr individuenarm und bestehen aus nicht mehr als 100 Arbeiterinnen. Die Nester werden unterirdisch im Schutz von Steinen oder Felsen sowie in Totholz angelegt. Auch bei der Nahrungssuche bewegen sich die Tiere überwiegend im Untergrund, in den Hohlräumen von Totholz, oder in der Streuschicht. Die Behaarung an den Tibien dient offenbar dazu, den Halt in engen, senkrechten Tunneln zu verbessern.

## Systematik
Unter anderen gehören folgende Arten zur Gattung Cryptopone (Auswahl):
- Cryptopone motschulskyi
- Cryptopone ochracea
- Cryptopone rotundiceps